# 135号線 (チェコ)
チェコ国鉄135号線、別名モルダヴァ山岳線（チェコ語;Moldavská horská dráha）は、チェコ国鉄の鉄道線の名称である。
1876年から1884年にかけて、プラハ・ドゥフツォフ鉄道の路線として開業した。かつては国境を越えてドイツのフライベルクまで線路がつながっていたが、モルダヴァ以北は既に廃止されている。

## 運行形態
平日と休日で運行形態が異なる。

### 快速「スピェシニー(Sp)」
- モルダヴァ - ロウカ - ウースチー　【休日運行】　※GW Train Regio社による運行
一日2往復の運行。この列車は、ホルニー・ハーイとストルジェルナーを通過し、ロウカ以南は134号線に直通する。
過去の運行形態
2017年以前は、チェコ鉄道の普通列車としての運行で（ただし停車駅は現在と同じ）、2月の年4日のみ、一日1往復の運行であった。
2017年末から通年運行となった。
2019年末に、快速に格上げされ、一日2往復に増発された。
2023年度より、GW Train Regio社に移管された。

### 普通
- ラコヴニーク - モスト - オセク町　【平日運行】　※レンダーバーン社による運行
2時間に1本の運行。全列車が126号線のラコヴニーク方面と直通する。オセク町以北は、夏季を除き運行されない。
2018年以前はチェコ鉄道による運行であった。123号線からの直通便もあり、ジャテツ発オセク町行が片道1本運行されていた。他に、134号線との直通便もあり、モスト - ロウカ - ウースチー間に一日1往復運行されていた。

- モルダヴァ - モスト　【休日・夏季の平日運行】　※ゲパルト・エクスプレス社による運行
一日4往復の運行。休日は、全便がコピスティ・ミネルヴァを通過する。
2019年以前は、冬季の平日にも運行していた。かつてはチェコ鉄道による運行であったが、2023,24年度はレイルウェイ・キャピタル社、2025年度以降はゲパルト・エクスプレス社が運行している。

## 駅一覧
以下では、チェコ国鉄135号線の駅と営業キロ、停車列車、接続路線などを一覧表で示す。
- ■印：全列車停車
- ●印：大部分停車、一部通過

| 路線名 | 駅名                                           | 駅間営業キロ | 累計営業キロ     | 累計営業キロ   | Sp | Os | 接続路線 | 所在地       | 所在地       |
| ------ | ---------------------------------------------- | ------------ | ---------------- | -------------- | -- | -- | --- | ------------ | ------------ |
| 135    | モスト駅                                       | -            |                  | モストから 0.0 |    | ■  | 113号線（リトムニェルジツェ方面） 123号線（ジャテツ方面）、126号線（ラコヴニーク方面） 130号線（ヘブ方面、ヂェチーン方面） | ウースチー州 | モスト郡     |
| 135    | モスト・コピスティ駅                           | 4.9          |                  | 4.9            |    | ●  | | ウースチー州 | モスト郡     |
| 135    | モスト・ミネルヴァ駅                           | 3.0          |                  | 7.9            |    | ●  | | ウースチー州 | モスト郡     |
| 135    | リトヴィーノフ町駅                             | 4.3          |                  | 12.2           |    | ■  | | ウースチー州 | モスト郡     |
| 135    | ロウカ・ウ・リトヴィーノヴァ駅                 | 1.3          | プラハから 132.3 | 13.5           | ■  | ■  | 134号線（ウースチー方面、リトヴィーノフ方面）                                                                              | ウースチー州 | モスト郡     |
| 135    | ロム・ウ・モストゥ停留所                       | 1.5          | 133.8            | 15.0           | ■  | ■  | | ウースチー州 | モスト郡     |
| 135    | オセク町駅                                     | 4.2          | 138.0            | 19.2           | ■  | ■  | | ウースチー州 | テプリツェ郡 |
| 135    | ホルニー・ハーイ駅                             | 2.1          | 140.1            | 21.3           | ｜ | ■  | | ウースチー州 | テプリツェ郡 |
| 135    | フロブ駅                                       | 2.7          | 142.8            | 24.0           | ■  | ■  | | ウースチー州 | テプリツェ郡 |
| 135    | ストルジェルナー・ヴ・クルシニーフ・ホラーフ駅 | 1.8          | 144.6            | 25.8           | ｜ | ■  | | ウースチー州 | テプリツェ郡 |
| 135    | ドゥビー駅                                     | 4.0          | 148.6            | 29.8           | ■  | ■  | | ウースチー州 | テプリツェ郡 |
| 135    | ミクロフ・ヴ・クルシニーフ・ホラーフ駅         | 4.7          | 153.3            | 34.5           | ■  | ■  | | ウースチー州 | テプリツェ郡 |
| 135    | ミクロフ・ノヴェー・ムニェスト駅               | 2.0          | 155.3            | 36.5           | ■  | ■  | | ウースチー州 | テプリツェ郡 |
| 135    | モルダヴァ・ヴ・クルシニーフ・ホラーフ駅       | 2.5          | 157.8            | 39.0           | ■  | ■  | | ウースチー州 | テプリツェ郡 |